# Мемориальный парк линкора «Алабама»

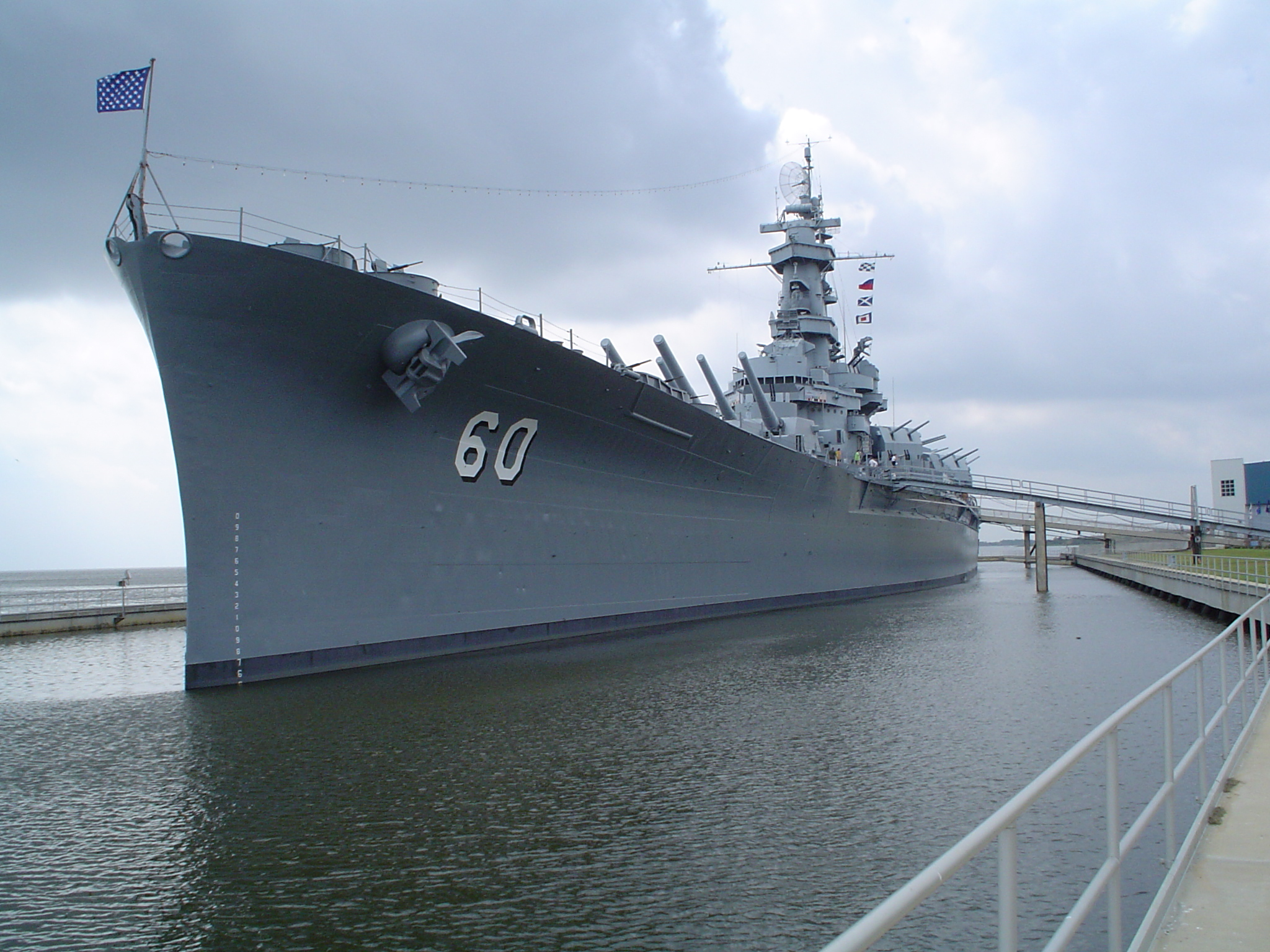
Линкор «Алабама» в мемориальном парке в Мобил-Бей, 2008 год

Мемориал линкора «Алабама» — мемориальный исторический парк и музей, расположенный в бухте Мобил-Бей в Мобиле (шт. Алабама).  В парке имеется коллекция самолётов и несколько кораблей-музеев, включая  Линкор «Алабама» (BB-60) типа «Саут Дакота» и подводная лодка «Драм» (SS-228) типа «Гато». «Алабама» и «Драм» являются национальными историческими памятниками США; парк в целом 28 октября 1977 года занесён в Регистр памятников и объектов исторического наследия США.

## История
В мае 1962 года, когда было принято решение утилизировать линкор «Алабама» и три однотипных корабля «Саут Дакота» (BB-57), «Индиана» (BB-58) и «Массачусетс» (BB-59), жители штата Алабама организовали комиссию (USS «Alabama» Battleship Commission) по сбору средств для сохранения линкора «Алабама» в качестве мемориала участников Второй мировой войны. Из полученной суммы около 100 000 долларов собрали школьники Алабамы 5- и 10-центовыми монетами.
Корабль был передан штату 16 июня 1964 года, официальная передача состоялась 7 июля 1964 года во время церемонии  в Сиэтле  (шт. Вашингтон). Линкор был отбуксирован в Мобил-Бей, куда прибыл 14 сентября 1964 года, а 9 января 1965 года был открыт в качестве музея. В 1969 году к линкору присоединилась подводная лодка «Драм», которая до 2001 года была пришвартована у борта линкора, а затем была перенесена на постамент, построенный на берегу.
Ураган Катрина 29 августа 2005 года нанёс музею ущерб в размере 7 млн. долларов. Он практически полностью разрушил павильон авиационной техники и сдвинул линкор с якорной стоянки, из-за чего он накренился на 8 градусов на левый борт. После этого происшествия парк был временно закрыт на реконструкцию, и снова открылся 9 января 2006 года..

## Управление
Парк принадлежит штату Алабама и управляется независимым правительственным агентством «Комиссия линкора «Алабама» (USS «Alabama» Battleship Commission). Комиссия состоит из 18 членов, назначаемых губернатором штата, которые контролируют деятельность парка.

## Экспонаты
- Линкор «Алабама» (BB-60) времён Второй мировой войны.
- Подводная лодка «Драм» (SS-228)[англ.] времён Второй мировой войны.
- Бомбардировщики и истребители различных типов, включая B-52 времён войны во Вьетнаме, P-51 «Мустанг» авиагруппы «Лётчики Тускаги»[англ.], самолёт-шпион Lockheed A-12 и др.
- Речной патрульный катер времён войны во Вьетнаме.
- Различное вооружение — от зенитной пушки M51 Skysweeper[англ.] до танка M4 Sherman.
- Баллистическая ракета средней дальности «Редстоун».
- Мемориал войны в Корее.
- Мемориал войны во Вьетнаме.

Фотографии
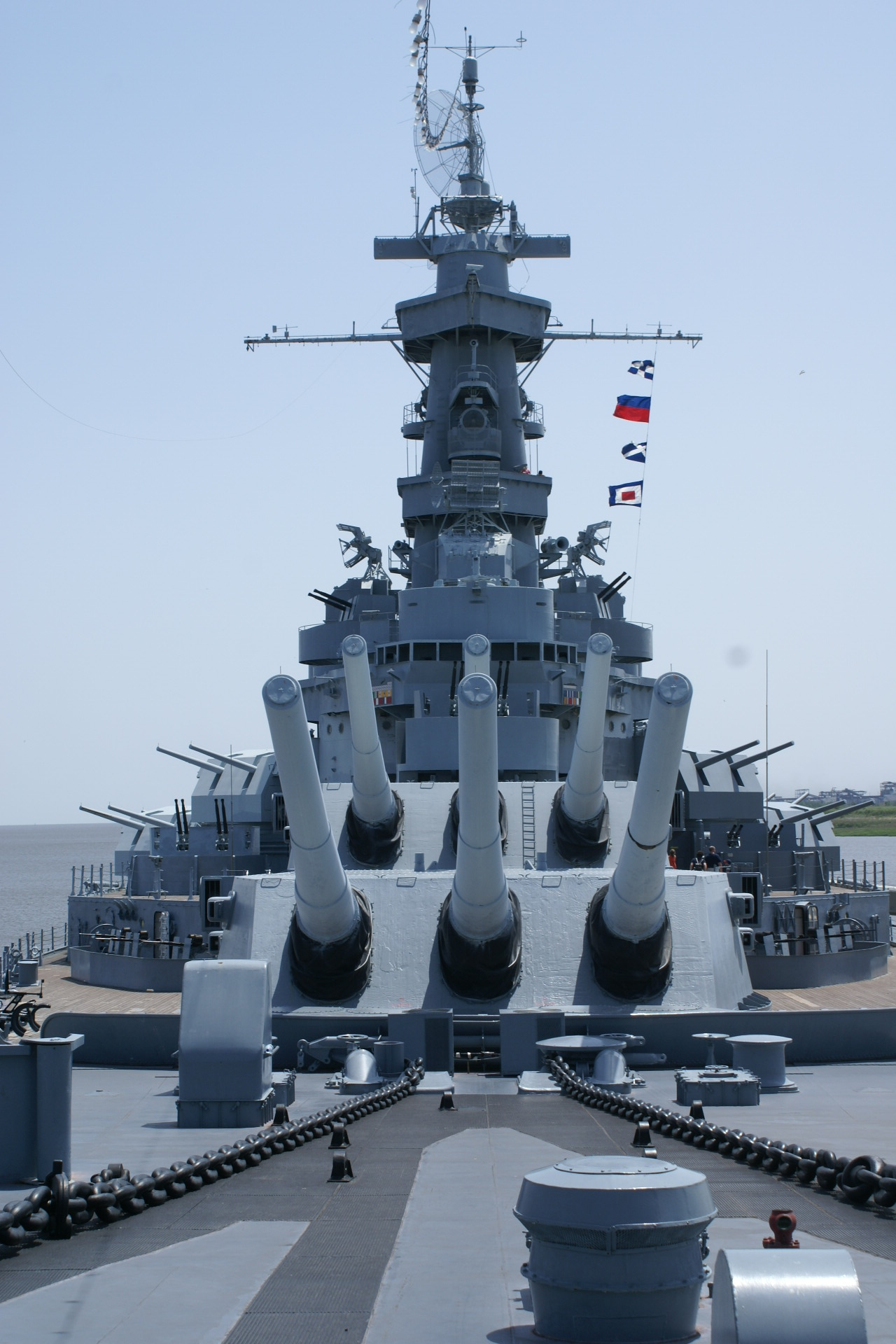
Носовые башни линкора «Алабама», 2008 год
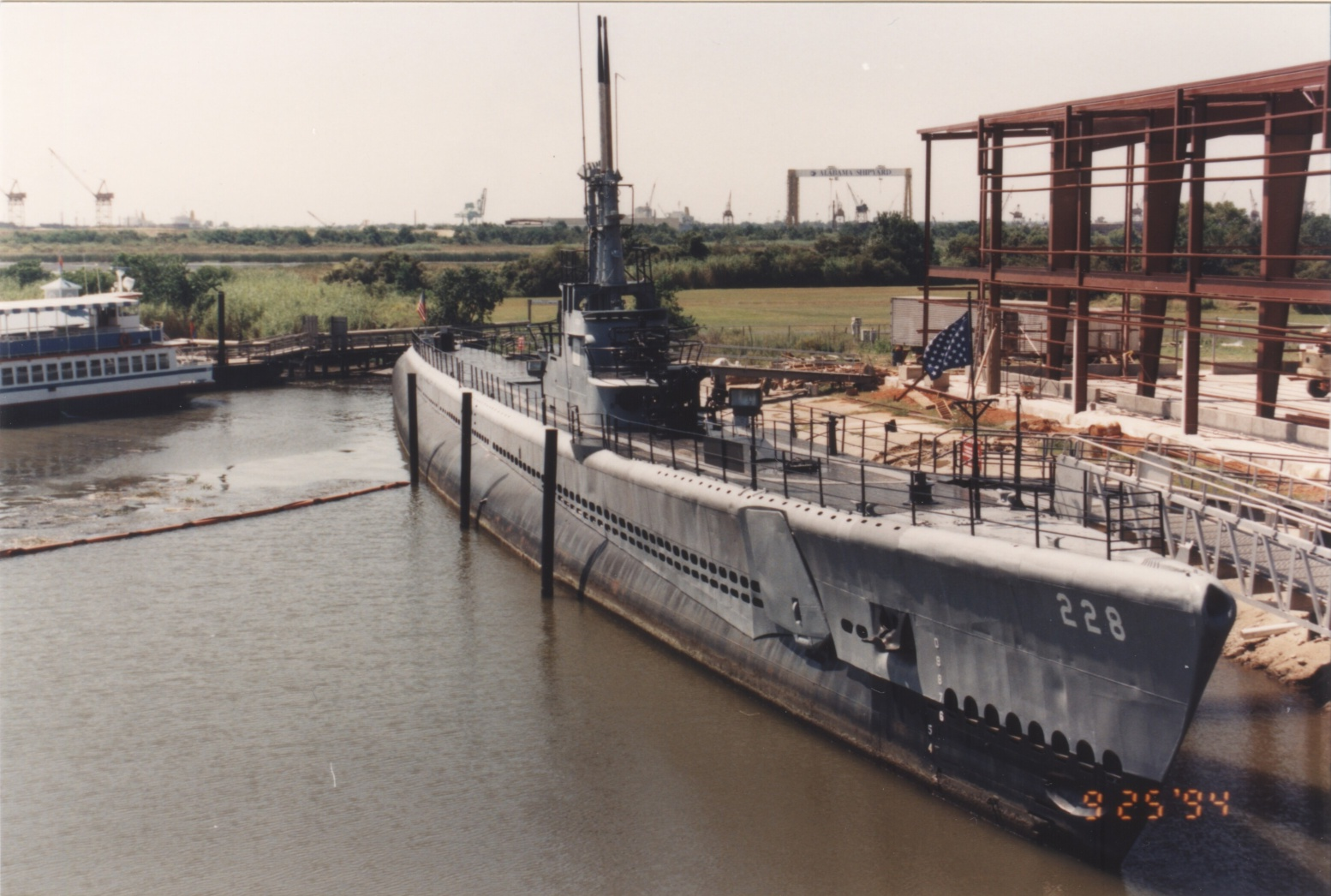
Подводная лодка «Драм», 1994 год
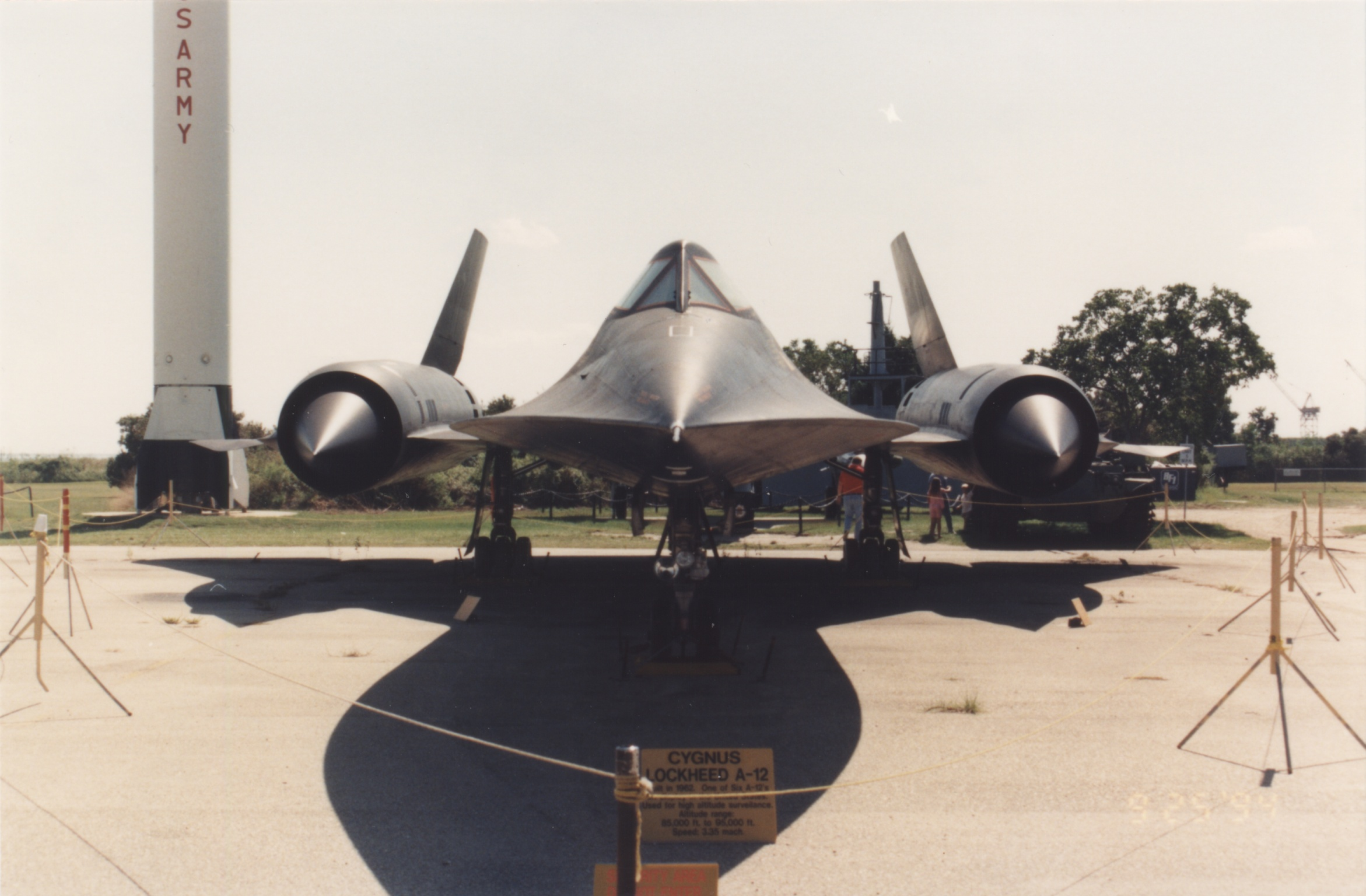
Самолёт A-12, 1994 год